# Ante Šupuk
Ante Šupuk (Sebenico, 21 agosto 1838 – Sebenico, 11 maggio 1904) è stato un imprenditore e politico croato.

## Biografia

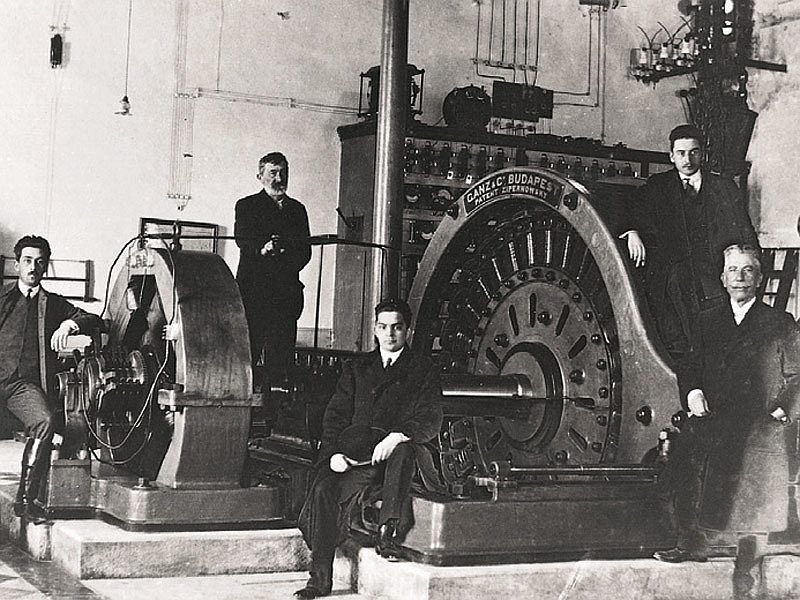
La messa in funzione della prima turbina alla centrale idroelettrica Jaruga

Nacque il 21 agosto 1838 a Sebenico nel Regno di Dalmazia all'interno dell'Impero austriaco (oggi il territorio fa parte della Croazia). Lungo la sua vita, si distinse per il suo lungimirante spirito imprenditoriale.
Da giovane Šupuk amministrò i possedimenti della famiglia nella regione di Konjevrate e delle cascate della Cherca. L'ascesa nel mondo imprenditoriale iniziò proprio con la costruzione di alcuni mulini capaci di sfruttare l'energia delle cascate.
Grazie alle sue capacità, fu eletto nelle file del Partito Nazionale Croato a podestà di Sebenico, funzione che mantenne per un arco di tempo di trent'anni in tre distinti periodi: 1873–1882, 1886–1892 e 1896–1903: fu il primo podestà croato di Sebenico, cittadina precedentemente governata da sindaci italiani del locale Partito Autonomista. In seguito fu eletto fra i rappresentanti della Dalmazia alla corte di Vienna, dove l'Imperatore Francesco Giuseppe I d'Austria gli conferì il titolo di Cavaliere.
La città di Sebenico subì un rapido sviluppo grazie alle sue idee rivoluzionarie. Nell'arco degli anni portò a compimento dei grandi progetti, tra i quali la ferrovia, la rete fognaria, l'ospedale, l'allargamento del lungomare, il tribunale, la scuola pubblica, l'introduzione della lingua croata nell'amministrazione pubblica. Durante il suo mandato, nel teatro di Sebenico (Teatro Mazzoleni) dopo quattro anni di sole rappresentazioni in lingua italiana venne rappresentato il primo spettacolo in lingua croata, nel 1874.
Nel 1895 - con l'aiuto del figlio Marko e dell'ingegnere Vjekoslav Meichsner - fu costruita la centrale idroelettrica "Jaruga" alle cascate della Cherca, che il 28 agosto iniziò la distribuzione dell'energia elettrica nella città di Sebenico, alimentando il centro industriale e le strade cittadine. Fu il primo impianto idroelettrico dell'intera Dalmazia.